# Zbigniew W. Kowalski
Zbigniew Wojciech Kowalski (ur. 1947) – polski inżynier elektronik. Absolwent Politechniki Wrocławskiej. Od 2002  profesor na Wydziale Elektroniki Mikrosystemów i Fotoniki Politechniki Wrocławskiej i dziekan tego wydziału (2002-2008). Prorektor Politechniki Wrocławskiej (1999-2002).